# National University of Lesotho

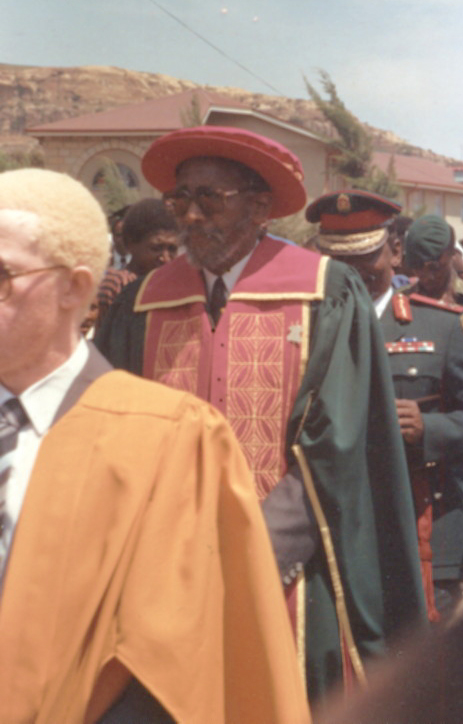
Verleihung der Abschlüsse durch den damaligen Kanzler, König Moshoeshoe II.; vor ihm der Studentenvertreter, hinter ihm Militärratschef Justin Lekhanya (1988)

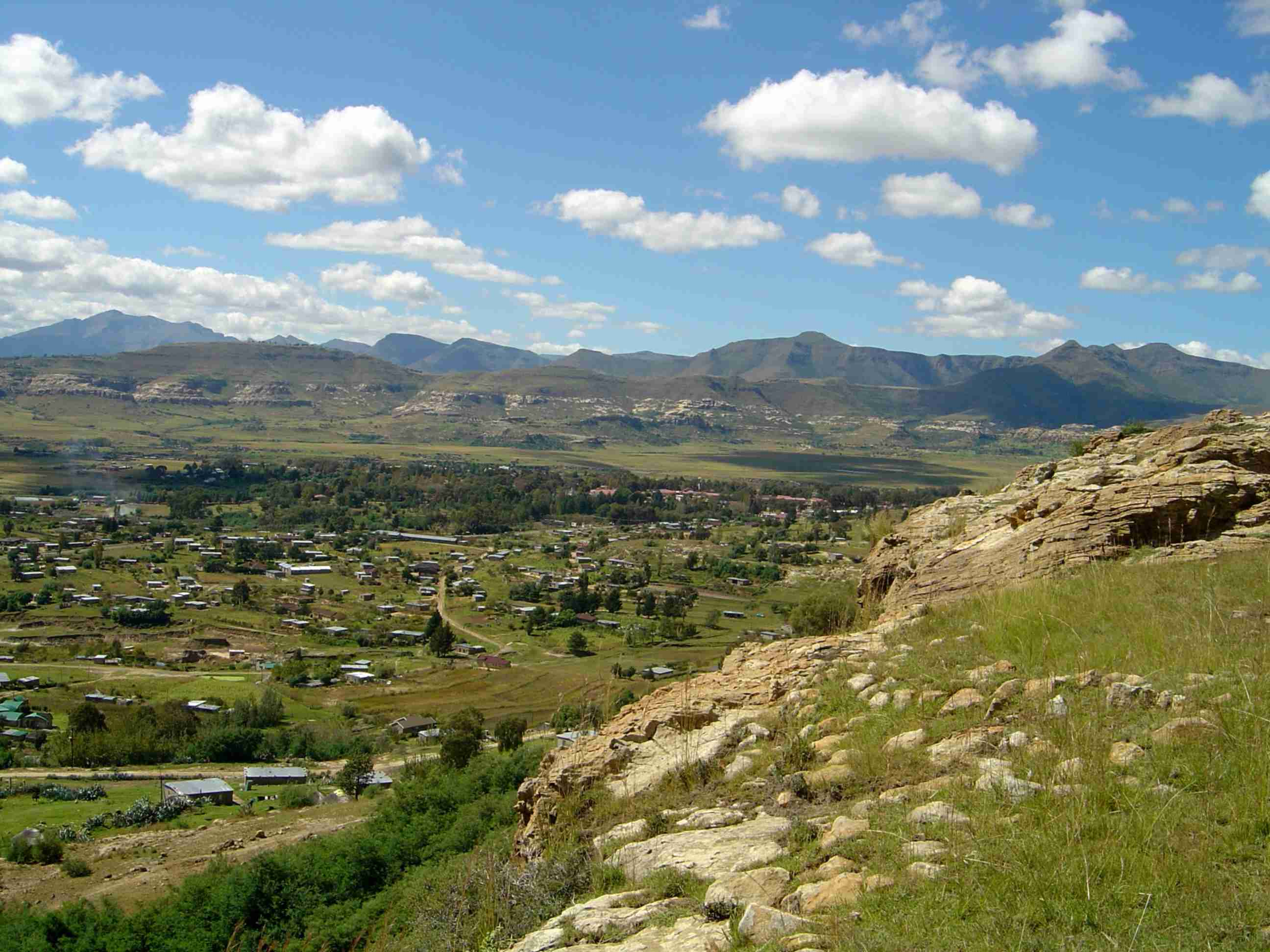
Roma mit dem Universitätsgelände in der Bildmitte

Die National University of Lesotho, kurz NUL, ist die einzige Universität des Königreichs Lesotho. Die meisten ihrer Fakultäten befinden sich in Roma, etwa 35 Kilometer südöstlich der Hauptstadt Maseru.

## Geschichte
Roma wurde 1860 als römisch-katholische Mission gegründet. Seitdem wurde der Ort neben der Hauptstadt Maseru zu einem Zentrum des Katholizismus im damaligen Basutoland ausgebaut.
1945 wurde in Roma das katholische Pius XII College gegründet. Die akademischen Abschlüsse wurden von der University of South Africa (UNISA) erteilt. 1964 wurde aus dem College die staatliche University of Basutoland, Bechuanaland Protectorate and Swaziland. Die namensgebenden Länder standen damals kurz vor der Selbstständigkeit. Folgerichtig wurde die Universität 1966 in University of Botswana, Lesotho and Swaziland (U.B.L.S.) umbenannt. 1967 wurden zum ersten Mal die Abschlüsse von der Universität selbst erteilt.
Nachdem in der Folgezeit in Botswana und Swasiland Zweigstellen der U.B.L.S. gegründet worden waren, kam es 1975 zur Auflösung des Verbundes. Die University of Botswana and Swaziland bestand bis 1982, als die University of Botswana (UB) und die University of Swaziland (UNISWA) selbstständig wurden. Die Universität in Roma führt seit 1975 den Namen National University of Lesotho.
Bis zum Ende der Apartheidsära stellten südafrikanische Studenten etwa ein Drittel der rund 1.500 Studierenden. Viele von ihnen standen dem African National Congress (ANC) nahe. Seit 1991 hat der Anteil der ausländischen Studierenden stark abgenommen. Trotzdem stieg die Zahl der an der NUL Eingeschriebenen auf etwa 7000 (2006). Der Anstieg beruht teilweise auf der Umwandlung des Lesotho Agricultural College in Maseru in eine Fakultät der Universität.
Die Dozenten kommen aus zahlreichen Ländern der Erde. In den 1980er Jahren waren alle Kontinente vertreten. Es war allerdings Ziel des Landes und der zuständigen Entwicklungshilfeorganisationen, mehr und mehr Einheimischen zu Stellen im akademischen Bereich zu verhelfen. Dieses Ziel wurde zu einem gewissen Grad erreicht. Allerdings kommt es immer wieder vor, dass ausgebildete Akademiker das Land verlassen, um anderswo höher dotierte Posten zu besetzen (Talentabwanderung).
Eine wichtige Rolle spielen einheimische Akademiker in der Politik des Landes. In der Universität gab es immer wieder Gruppen von Dozenten und Studenten, die in Opposition zur Regierung standen. Dies gilt insbesondere für die Zeit der Militärregierung von 1986 bis 1993, als jede parteipolitische Betätigung verboten war. Die National University of Lesotho Academic Staff Association (NULASA) bot damals ein Forum für solche Aktivitäten. Die Beendung der Apartheidsära in Südafrika und die hohe Anzahl südafrikanischer Studenten an der NUL trugen ebenfalls dazu bei, dass der Ruf nach Demokratie und Menschenrechten von der Universität ausging.
2019 wurden Pläne zum Aufbau einer School of Engineering vorgestellt, die Abschlüsse in Ingenieurwissenschaften bis hin zur Promotion anbieten soll. Sie soll auf dem Hauptcampus in Roma stehen.

## Aufbau der Universität
Die National University of Lesotho ist zentriert auf ein Gelände in der kleinen Stadt Roma. Hier befinden sich die meisten Fakultäten, die Studentenwohnheime und die Wohnungen der Dozenten. Zusammen mit Verwaltungsräumen, Bibliothek, Kindergarten, Schulen, einer Mensa, Kapellen, Restaurants und Sportanlagen bilden sie den Campus, der von einem Zaun umgeben ist und damit von den umliegenden Dörfern weitgehend abgeschottet ist.
Es gibt mehrere Fakultäten (Faculties), die sich ihrerseits in Abteilungen (Departments) aufteilen. Jede Fakultät wird von einem Dekan (Dean) geleitet. Das oberste Gremium sind der Senat (Senate) und der Rat (Council). Der Senat bestimmt die akademischen Richtlinien, während der Rat ähnlich einem Aufsichtsrat agiert. Beispielsweise ist er für die Auswahl des Führungspersonals zuständig. Der Vizekanzler (Vice-Chancellor) ist der eigentliche Leiter der Universität. Ab dem 1. Januar 2007 bekleidete der Nigerianer Adelani Ogunrinade dieses Amt. 2011 trat die Professorin Sharon Siverts als ersten Vizekanzlerin der NUL-Geschichte dieses Amt an. Ab März 2015 war der Mosotho Nqosa Mahao Vizekanzler. Im Juni 2019 wurde er kommissarisch durch Manthotho H. Lephoto abgelöst. Der Kanzler (Chancellor), bei dem es sich um den jeweiligen König Lesothos handelt, bildet hingegen formal die repräsentative Spitze der Universität. Derzeit wird das Amt wahrgenommen von Letsie III.
Folgende Fakultäten sind vertreten:
- Faculty of Education (Erziehungswissenschaften)
- Faculty of Agriculture (Agrarwissenschaften), in Maseru
- Faculty of Social Sciences (Gesellschaftswissenschaften)
- Faculty of Health Sciences (Medizin)
- Faculty of Science and Technology (Naturwissenschaften und Technologie)
- Faculty of Law (Rechtswissenschaften)
- Faculty of Humanities (Humanwissenschaften)
- Faculty of Post-graduate Studies (für Studenten, die einen Bachelor-Abschluss bestanden haben)
- Außerdem gehören das Institute of Southern African Studies (ISAS) in Roma und das Institute for Extra-mural Studies (IEMS) in Maseru zur Universität. IEMS ist für Fernstudiengänge zuständig.[4]

Unterrichtssprache in nahezu allen Fakultäten ist – mit Ausnahme einiger philologischer Abteilungen, wie etwa dem French Department – Englisch. Knapp 10.000 Studenten besuchen 2015/2016 die Universität, einschließlich IEMS. Weniger als 0,5 Prozent der Studenten kamen aus dem Ausland.

## Bekannte Dozenten der Universität
- David Percy Ambrose (* 1939)
- Bennett Makalo Khaketla (1913–2000)
- Nqosa Mahao (* 1957)
- Moeketsi Majoro (* 1961)
- Zakes Mda (* 1948)
- Njabulo Ndebele (* 1948)
- Mafa Sejanamane (* 1951)
- Tlohang Sekhamane (* 1955)
- Desmond Tutu (1931–2021)

## Bekannte Alumni
- Letsie III. (* 1963), König Lesothos
- Nqosa Mahao (* 1957), lesothischer Akademiker und Politiker
- Moeketsi Majoro (* 1961), Premierminister Lesothos
- Lydia Makhubu (1937–2021), eswatinische Chemikerin
- Tito Mboweni (1959–2024), südafrikanischer Finanzminister
- Phumzile Mlambo-Ngcuka (* 1955), südafrikanische Vizepräsidentin
- Bethuel Pakalitha Mosisili (* 1945), Premierminister Lesothos
- Njabulo Ndebele (* 1948), südafrikanischer Akademiker und Schriftsteller
- Thomas Nkobi (1922–1994), hochrangiges Mitglied des ANC in Südafrika
- ’Matšepo Ramakoae (* 1954), lesothische Außenministerin
- Ngoako Ramatlhodi (* 1955), südafrikanischer Minister
- Samuel Rapapa (* 1962), lesothischer Minister
- Mafa Sejanamane (* 1951), lesothischer Akademiker
- Tlohang Sekhamane (* 1955), lesothischer Außenminister
- Mohlabi Tsekoa (* 1945), lesothischer Außenminister

## Sonstiges
Der Wahlspruch der NUL ist ’Nete ke thebe, Wissen ist ein Schild.